# Palacio arzobispal de Granada
El Palacio Arzobispal de Granada es un notable edificio de carácter civil que se encuentra situado en el centro de Granada, frente a las fachadas principales de la catedral y de la Iglesia del Sagrario de Granada.
Actualmente este edificio forma un conjunto unitario con el de la Vieja Curia Eclesiástica, con el que está adosado.
Ambos edificios cierran el perímetro de la plaza de Alonso Cano. El Palacio Arzobispal es residencia de los arzobispos de Granada desde su construcción por Ambrosio de Vico. La Curia Eclesiástica, en tiempos pasados fue también la primera sede de la Universidad de Granada.

## Historia
Fue construido en el siglo XVII por el arquitecto Ambrosio de Vico con dos patios.
Originalmente tenía su entrada por la emblemática plaza de la Bib-Rambla, aunque  después de la reedificación de 1868 se cerró esa puerta, abriendose una nueva frente a la iglesia del Sagrario al demolerse la sección y el patio que ocupaban la plaza de Alonso Cano, y creandose una fachada hacia esa plaza.
La Curia Eclesiástica Arzobispal de Granada, construida entre los años 1528 y 1540 y atribuida a Diego de Siloé por distintos estudiosos, es un edificio del siglo XVI que ardió por completo en las navidades del año 1982. Tras un proceso de rehabilitación llevado a cabo por el arquitecto granadino Pedro Salmerón -el cual decidió respetar todos los elementos salvados del incendio, incluso muchas de sus vigas de madera-, abrió de nuevo sus puertas al público veinte años después, albergando en su interior un museo permanente dedicado a la figura del pintor, escultor y arquitecto granadino Alonso Cano, genial artífice de la fachada principal de la catedral de esta ciudad.

## Descripción
De estilo barroco, cuenta en su interior con un interesante patio de líneas austeras, levantado en el siglo XVII. Este patio, de tres plantas de altura, tiene todos sus frentes abiertos mediante galerías de arcos que descansan en finas columnas de estilo toscano y fuste de mármol blanco.
Además, su integración espacial y volumétrica dentro del conjunto monumental y urbanístico que donde se incluye - plazas de Alonso Cano, de las Pasiegas y de Bib-Rambla -, acrecienta su valor monumental, además del histórico que ya de por sí posee su función.
La fachada a la plaza de Bib-Rambla es obra de Juan Pugnaire, y conserva las trazas de la edificación original.
El edificio de la antigua Curia Eclesiástica muestra en su esquina con la plaza de las Pasiegas una magnífica lápida dedicada al insigne eclesiástico, filósofo y escritor granadino, Padre Francisco Suárez. 
Otro elementos de interés de este conjunto aparece en la plaza de Bib-Rambla, donde se encuentra la talla en mármol policromado de la Virgen de las Angustias, patrona de la ciudad; una escultura que pasa un poco desapercibida por el arbolado y las terrazas de la propia plaza.